# Sentencia de muerte (película de 2004)
Sentencia de muerte (título original en inglés Return to Sender) es una película dirigida por Bille August del año 2004.

## Argumento
Charlotte se encuentra en el corredor de la muerte y forja una amistad con Frank Nitzche por carta, mientras su abogada intenta por todos los medios recurrir el veredicto antes de que se agote el plazo de Charlotte. Cuando sólo quedan unos días, Frank se da cuenta de que se ha enamorado de Charlotte y descubre que hay mucho más de lo que él pensaba además de las trágicas circunstancias que la llevaron a la cárcel: ahora, la vida de Charlotte está en sus manos. Frank se apresura entonces a encajar todas las piezas del rompecabezas que revelarán la verdad y darán a conocer, antes de que sea demasiado tarde, todos los secretos que ambos habían guardado.
- Datos: Q2146491